# Парк „Александър Стамболийски“
Парк „Александър Стамболийски“, известен повече като „Алана“, е парк в Стара Загора. Паркът е създаден през 1959 г. на площ от 15 дка. Негови проектанти са арх. Велчев и инж. Василева.

## История
Паркът се намира на мястото на някогашния житен пазар (на турски: alan – „площ/площад“), където в края на ХІХ и началото на ХХ век се провеждали военните паради на Гергьовден в Стара Загора.
При изграждането на парка, 1959 г., са засадени декоративни дървета – плачещи върби, ели, кипариси, кедри и алеи с рози. През 1950-те години мястото е превърнато в парк, засадени са специално докарани от района на Одрин 25-30-годишни чинари.
През 1965 г. е построен в югоизточния край на парка Паметник на участниците в Старозагорското въстание.
През 2002 г. в центъра на парка е изграден паметник на Свети Великомъченик Георги Победоносец, посветен на загиналите старозагорци в Балканската война, Първата и Втората световни войни.
В парка има още бюст-паметник на поета Гео Милев.
През 2017 г. в пределите на парка е открита детска площадка с площ 150 м2. Тя е дарение от Димо Бухчев, наследник на един от старите старозагорски индустриални родове и почетен гражданин на Стара Загора.